# Actinella robusta
Actinella robusta é uma espécie de gastrópode  da família Hygromiidae.
É endémica da Madeira.